# الكريف (الظهار)

تعديل مصدري - تعديل

الكريف محلة تابعة لقرية منزل قاصد، التابعة لعزلة انامر بمديرية الظهار إحدى مديريات محافظة إب في الجمهورية اليمنية.، بلغ تعداد سكانها 102 حسب تعداد اليمن لعام 2004.